# Ганхуягийн Оюунгэрэл
Ганхуягийн Оюунгэрэл (монг. Ганхуягийн Оюунгэрэл; род. 1985, Улан-Батор, Монголия) — монгольская королева красоты, представительница Монголии на конкурсе Мисс Мира 2007 в Китае. Победительница конкурса «Монгольская красавица-2006», «Мисс Монголии - 2007», «Мисс Азии - 2007», призёр по категории «Избранный образ» показа «UB Fashion-2006», третье место на конкурсе «Мисс соседних стран-2006». Финансист, переводчик.

## Образование
Ганхуягийн Оюунгэрэл обучалась в Гуманитарном университете Монголии.